# 高恩冰原島峰
76°3′S 135°24′W / 76.050°S 135.400°W
高恩冰原島峰（英語：Gawne Nunatak）是南極洲的冰原島峰，位於瑪麗伯德地，處於柏林山和莫爾頓山之間，屬於弗拉德山脈的一部分，美國地質調查局根據測量和該國海軍的空中照片繪入地圖，現時由南極條約體系管理。